# 1326 год
1326 (ты́сяча три́ста два́дцать шесто́й) год  по юлианскому календарю — невисокосный год, начинающийся в среду. Это 1326 год нашей эры, 6‑й год 3‑го десятилетия XIV века 2‑го тысячелетия, 7‑й год 1320‑х годов. Он закончился 699 лет назад.
| Пн | Вт | Ср | Чт | Пт | Сб | Вс |
|    |    | 1  | 2  | 3  | 4  | 5  |
| 6  | 7  | 8  | 9  | 10 | 11 | 12 |
| 13 | 14 | 15 | 16 | 17 | 18 | 19 |
| 20 | 21 | 22 | 23 | 24 | 25 | 26 |
| 27 | 28 | 29 | 30 | 31 |    |    |

| Пн | Вт | Ср | Чт | Пт | Сб | Вс |
|    |    |    |    |    | 1  | 2  |
| 3  | 4  | 5  | 6  | 7  | 8  | 9  |
| 10 | 11 | 12 | 13 | 14 | 15 | 16 |
| 17 | 18 | 19 | 20 | 21 | 22 | 23 |
| 24 | 25 | 26 | 27 | 28 |    |    |

| Пн | Вт | Ср | Чт | Пт | Сб | Вс |
|    |    |    |    |    | 1  | 2  |
| 3  | 4  | 5  | 6  | 7  | 8  | 9  |
| 10 | 11 | 12 | 13 | 14 | 15 | 16 |
| 17 | 18 | 19 | 20 | 21 | 22 | 23 |
| 24 | 25 | 26 | 27 | 28 | 29 | 30 |
| 31 |    |    |    |    |    |    |

| Пн | Вт | Ср | Чт | Пт | Сб | Вс |
|    | 1  | 2  | 3  | 4  | 5  | 6  |
| 7  | 8  | 9  | 10 | 11 | 12 | 13 |
| 14 | 15 | 16 | 17 | 18 | 19 | 20 |
| 21 | 22 | 23 | 24 | 25 | 26 | 27 |
| 28 | 29 | 30 |    |    |    |    |

| Пн | Вт | Ср | Чт | Пт | Сб | Вс |
|    |    |    | 1  | 2  | 3  | 4  |
| 5  | 6  | 7  | 8  | 9  | 10 | 11 |
| 12 | 13 | 14 | 15 | 16 | 17 | 18 |
| 19 | 20 | 21 | 22 | 23 | 24 | 25 |
| 26 | 27 | 28 | 29 | 30 | 31 |    |

| Пн | Вт | Ср | Чт | Пт | Сб | Вс |
|    |    |    |    |    |    | 1  |
| 2  | 3  | 4  | 5  | 6  | 7  | 8  |
| 9  | 10 | 11 | 12 | 13 | 14 | 15 |
| 16 | 17 | 18 | 19 | 20 | 21 | 22 |
| 23 | 24 | 25 | 26 | 27 | 28 | 29 |
| 30 |    |    |    |    |    |    |

| Пн | Вт | Ср | Чт | Пт | Сб | Вс |
|    | 1  | 2  | 3  | 4  | 5  | 6  |
| 7  | 8  | 9  | 10 | 11 | 12 | 13 |
| 14 | 15 | 16 | 17 | 18 | 19 | 20 |
| 21 | 22 | 23 | 24 | 25 | 26 | 27 |
| 28 | 29 | 30 | 31 |    |    |    |

| Пн | Вт | Ср | Чт | Пт | Сб | Вс |
|    |    |    |    | 1  | 2  | 3  |
| 4  | 5  | 6  | 7  | 8  | 9  | 10 |
| 11 | 12 | 13 | 14 | 15 | 16 | 17 |
| 18 | 19 | 20 | 21 | 22 | 23 | 24 |
| 25 | 26 | 27 | 28 | 29 | 30 | 31 |

| Пн | Вт | Ср | Чт | Пт | Сб | Вс |
| 1  | 2  | 3  | 4  | 5  | 6  | 7  |
| 8  | 9  | 10 | 11 | 12 | 13 | 14 |
| 15 | 16 | 17 | 18 | 19 | 20 | 21 |
| 22 | 23 | 24 | 25 | 26 | 27 | 28 |
| 29 | 30 |    |    |    |    |    |

| Пн | Вт | Ср | Чт | Пт | Сб | Вс |
|    |    | 1  | 2  | 3  | 4  | 5  |
| 6  | 7  | 8  | 9  | 10 | 11 | 12 |
| 13 | 14 | 15 | 16 | 17 | 18 | 19 |
| 20 | 21 | 22 | 23 | 24 | 25 | 26 |
| 27 | 28 | 29 | 30 | 31 |    |    |

| Пн | Вт | Ср | Чт | Пт | Сб | Вс |
|    |    |    |    |    | 1  | 2  |
| 3  | 4  | 5  | 6  | 7  | 8  | 9  |
| 10 | 11 | 12 | 13 | 14 | 15 | 16 |
| 17 | 18 | 19 | 20 | 21 | 22 | 23 |
| 24 | 25 | 26 | 27 | 28 | 29 | 30 |

| Пн | Вт | Ср | Чт | Пт | Сб | Вс |
| 1  | 2  | 3  | 4  | 5  | 6  | 7  |
| 8  | 9  | 10 | 11 | 12 | 13 | 14 |
| 15 | 16 | 17 | 18 | 19 | 20 | 21 |
| 22 | 23 | 24 | 25 | 26 | 27 | 28 |
| 29 | 30 | 31 |    |    |    |    |

## События

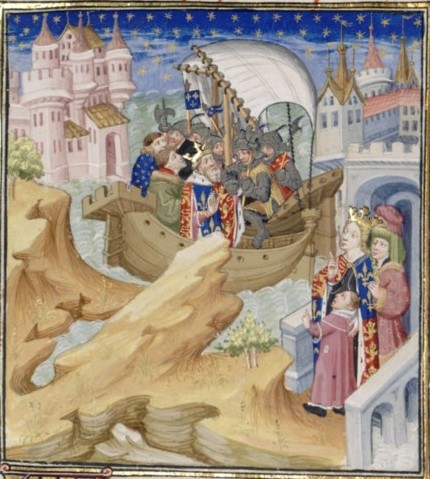
Миниатюра XV века: Изабелла берёт в плен Эдуарда II

### Европа
- 1296—1328 — Первая война за независимость Шотландии[1].
- 1297—1330 — гражданская война в Ливонии. Серия военных конфликтов, в которой принимали участие две основные противоборствующие стороны — Рига и Ливонский орден[2].

- 1321—1328 — Гражданская война в Византии.
- 1323—1326 — закончилось Арагонское завоевание Сардинии[3].
- 1324—1327 — война Сен-Сардо. Вооруженный конфликт между Англией и Францией, вспыхнувший из-за пограничного спора в Аквитании. Стал своеобразной прелюдией к Столетней войне[4].

- 1325—1328 — первая война за рюгенское наследство (вторая 1340-1351)[5].

- 1323—1328 — крестьянское восстание во Фландрии[6].
  - 19 апреля — ратифицирован мирный договор по фламандском крестьянском восстании 1323-1328 годов.
- 1326—1332 — Польско-тевтонская война[7].
  - 10 февраля—11 марта — рейд в Бранденбург: союзные войска Польши во главе с Владиславом I Локетеком и Литвы во главе с Гедимином совершили набег на земли Людвига V, с санкции Папы Иоанна XXII[8].
- 24 сентября—16 ноября — английская королева Изабелла Французская и Роджер Мортимер вернулись из Франции в Англию и подняли бунт против короля Эдуарда II. Король попал в плен к мятежникам, его фаворитов Хью Диспенсера-старшего и Хью Диспенсера-младшего казнили.
- Шотландия и Франция подписали договор, который подтвердил и продолжил Старый союз.
- Евреев Гранады принудили носить одежду, отличную от мусульманской.
- Ингеборга Норвежская отстранена от реальной политической власти в Швеции.
- Карл Калабрийский захватил Флоренцию и установил в городе диктатуру.

### Азия
- 1319—1336 — Войны Джучидов и Хулагуидов[9].
- Турки (правитель Осман I) завоевали Бурсу и превратили её в столицу Османского княжества.
- Мухаммед Туглук перенёс столицу из Дели в Деогир.
- Смута годов Сётю в Японии. Провалившийся заговор против сиккэнов (фактических правителей страны) из рода Ходзё[10].

## Русь
Правление: 1322—1326 — Дмитрий Михайлович Грозные Очи и 1326—1327 — Александр Михайлович

### Правление Дмитрий Михайлович Грозные Очи
- 8 февраля — из Золотой Орды привозят в Москву тело Юрия Даниловича убитого там в 1325 году. Митрополит Пётр вместе с Иваном Даниловичем погребают его в соборе церкви архангела Михаила (перезахоронен в 1479 году)[11].
- 4 сентября (по другим данным 4 августа) — московский князь Иван I Данилович и митрополит Пётр закладывают первый в Москве каменный храм Успенский собор (освящён 4 августа 1327) в Московском Кремле (разобран в 1472 году), что сразу выдвигает  Москву в число главных духовных центров Северо-Восточной Руси[12][13].
- 15 сентября — казнь Дмитрия Михайловича Грозные Очи в Сарае за самоуправство[14][15].

#### Правление Александр Михайлович
- Хан Узбек даёт ярлык на великое владимирское княжение Александру Михайловичу[15][16].
- Подтверждён договор Руси с Норвегией 1251 года[17].
- Алексей святитель содействовал канонизации митрополита Петра (ум. 1326)[18].
- Конец года — Александр Михайлович возвращается в Тверь в сопровождении многочисленных чиновников[15].
- Новосиль впервые упоминается в Рогожском летописце и Симеоновской летописи, как владение казённого в Орде князя (в краеведческой литературе на основе ошибочного указания Воскресенской летописи утверждается, что Новосиль впервые упоминается в источниках 1155 году)[19].

## Начало правления
См.также: Список глав государств в 1326 году
- 1326—1359 — правитель турок Орхан, сын Османа I.
- 1326—1334 — Тармаширин стал ханом Чагатайского улуса.
- Королевский совет Дании сместила с трона Христофора II и утвердила новым королём Вальдемара III, хотя фактически правителем страны стал дядя Вальдемара герцог Гольштейна Герхард III Великий.

## Родились
- 30 марта — Иван II Красный, князь Звенигородский до 1354 г. Великий князь Московский в 1354—1359 гг. Великий князь Владимирский в 1354—1359 гг., князь Новгородский в 1355—1359 гг[20].
- Мурад I — правитель Османской империи.

## Скончались
См. также: Категория:Умершие в 1326 году
- Ночь с 20 на 21 декабря — киевский митрополит Пётр (канонизирован 1339 году), как небесный покровитель Москвы. Захоронен в недостроенном Успенском соборе Московского Кремля[13].

## История Руси в 1326 году

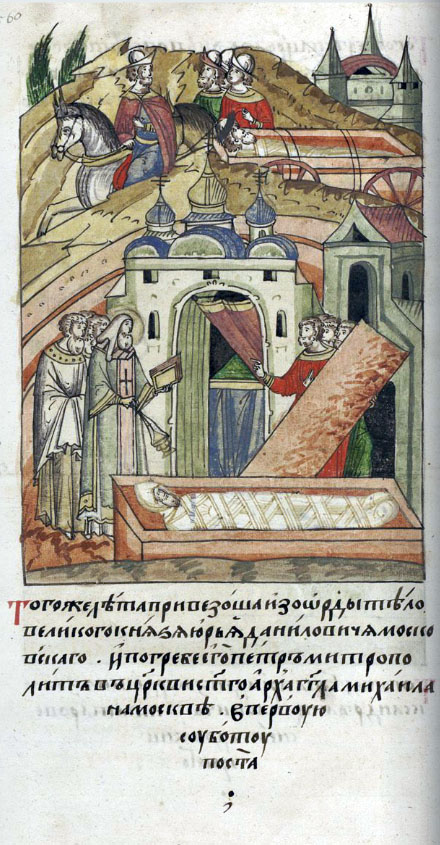
В том же году привезли из Орды тело великого князя Юрия Даниловича Московского, и похоронил его Пётр митрополит в церкви святого архангела Михаила на Москве в первую субботу Поста.
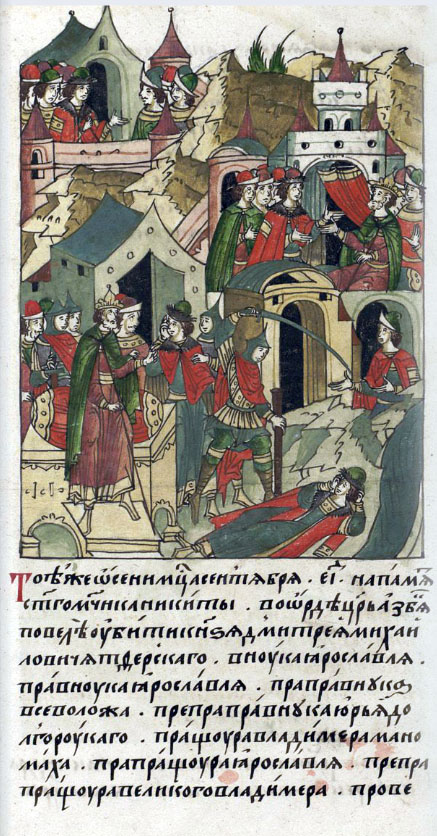
Той же осенью месяца сентября в 15 день, на память святого мученика Никиты, в Орде царь Азбяк повелел убить князя Дмитрия Михайловича Тверского, внука Ярославова, правнука Ярославова, праправнука Всеволодова, препраправнука Юрия Долгорукова, [потомка] пращура Владимира Манамаха, прапращура Ярослава, препрапращура великого Владимира, за великого князя Юрия Даниловича Московского. И разгневался царь Азбяк против всех князей тверских, называя их крамольниками, своими врагами и противниками. Но, хотя и гневен был на них, после великого князя Дмитрия Михайловича великое княжение передал брату его, князю Александру Михайловичу.
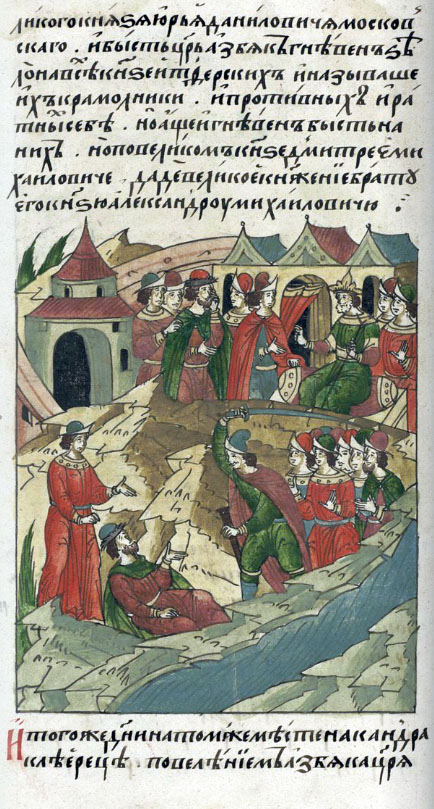
В том же году постриглась в иноческий чин великая княгиня Мария. В том году пришёл из Орды князь Александр Михайлович Тверской с пожалованием от царя и сел на великое княжение в Твери. был убит великий князь Александр Новосельский.
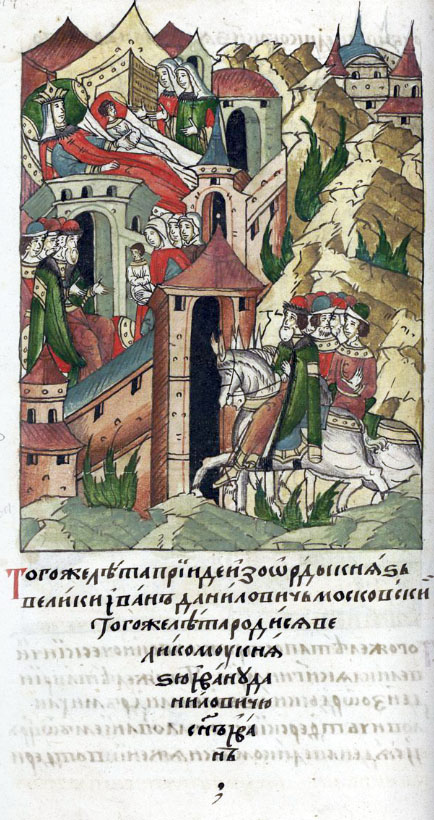
В том году пришёл из Орды великий князь Иван Данилович Московский. В том году родился у великого князя Ивана Даниловича сын Иван.